# Sphynx (album)
Sphynx è l'album d'esordio del cantante e flautista Nik Turner, pubblicato nel 1993 in seguito al terzo abbandono degli Hawkwind. Ha come tema principale la religione egizia, tema del quale Turner è appassionato.

## Tracce
1. The Awakening – 4:39
2. Thoth – 3:47
3. God Rock – 5:54
4. Anubis – 4:56
5. Isis and Nephtis – 5:24
6. Pyramid Spell – 3:43
7. Osiris – 5:07
8. The Hall of Double Truth – 2:46
9. The Weighing Of Heart And Negative Confession – 5:52
10. Horus – 6:27

## Formazione
- Nik Turner - voce, sassofono
- Tommy Grenas - basso
- Helios Creed - chitarra
- Wayne James - tastiera